# 奧斯卡·馮·興登堡
奥斯卡·威廉·罗伯特·保罗·路德维希·赫尔穆特·冯·贝内肯多夫和冯·兴登堡（德語：Oskar Wilhelm Robert Paul Ludwig Hellmuth von Beneckendorff und von Hindenburg；1883年1月31日-1960年2月12日）是一名德国中将。他是陆军元帅兼帝国总统保罗·冯·兴登堡的儿子和副官，他对1933年1月任命阿道夫·希特勒为德国总理产生了相当大的影响。
1933年1月22日，他与希特勒、威廉·弗里克、赫尔曼·戈林、戈林的副官保罗·科尔纳、弗朗茨·冯·帕彭、奥托·梅斯纳在约阿希姆·冯·里宾特洛甫的家中进行会面，期间与希特勒单独会谈将近两小时。梅斯纳在二战后的威廉大街审判中对此回忆，他在会谈结束后乘出租车离开时曾对自己说除了任命希特勒为总理外“现在别无选择”
保罗·冯·兴登堡逝世后，他在1934年德国全民公投前的公开讲话中表示希特勒得到了父亲的全面信任肯定和支持。
1934年年底，他与妻子玛格丽特·冯·兴登堡在诺伊德克家族庄园开始了退休生活。1945年，他带着妻子和150名庄园雇工逃亡至下萨克森，他投奔了父亲保罗·冯·兴登堡曾经的副官、妹夫克里斯蒂安·冯·彭茨。庄园被苏军摧毁，现址位于波兰基謝利采。